# دودليفيل (أريزونا)
دودليفيل (بالإنجليزية: Dudleyville CDP, Arizona)‏ هي منطقة سكنية تقع بولاية أريزونا في الولايات المتحدة. تبلغ مساحتها 17.37 كم2، وترتفع عن سطح البحر 593 م، بلغ عدد سكانها 959 نسمة في عام 2010 حسب إحصاء مكتب تعداد الولايات المتحدة وتصل الكثافة السكانية فيها 55.2 نسمة لكل كيلومتر مربع (143.0/ميل2).

## التركيبة السكانية
حدّد مكتب تعداد الولايات المتحدة بيانات التركيبة السكانية لدودليفيل في تعداد الولايات المتحدة. في ما يلي، التركيبة السكانية حسب تعدادي 2000 و2010.

### تعداد عام 2000
بلغ عدد سكان دودليفيل 1,323 نسمة بحسب تعداد عام 2000، وبلغ عدد الأسر 454 أسرة وعدد العائلات 346 عائلة مقيمة في المنطقة السكنية. في حين سجلت الكثافة السكانية 76.2 نسمة لكل كيلومتر مربع (197.4/ميل2). وبلغ عدد الوحدات السكنية 572 وحدة بمتوسط كثافة قدره 32.9 لكل كيلومتر مربع (85.2/ميل2).
وتوزع التركيب العرقي للمنطقة السكنية بنسبة 61.98% من البيض و0.08% من الأمريكيين الأفارقة و2.12% من الأمريكيين الأصليين و0.08% من الأمريكيين ذوي الأصول الآسيوية و0.30% من سكان جزر المحيط الهادئ و32.73% من الأعراق الأخرى و2.72% من عرقين مختلطين أو أكثر و58.96% من الهسبانيون أو اللاتينيون من أي عرق.
بلغ عدد الأسر 454 أسرة كانت نسبة 43% منها لديها أطفال تحت سن الثامنة عشر تعيش معهم، وبلغت نسبة الأزواج القاطنين مع بعضهم البعض 56.4% من أصل المجموع الكلي للأسر، ونسبة 12.3% من الأسر كان لديها معيلات من الإناث دون وجود شريك،  بينما كانت نسبة 7.5% من الأسر لديها معيلون من الذكور دون وجود شريكة وكانت نسبة 23.8% من غير العائلات. تألفت نسبة 20% من أصل جميع الأسر من عدة أفراد يعيشون في نفس المنزل ونسبة 7.7% كانت تتألف من شخص يعيش بمفرده يبلغ من العمر 65 عاماً أو أكثر. وبلغ متوسط حجم الأسرة المعيشية 2.91، أما متوسط حجم العائلات فبلغ 3.35.
بلغ العمر الوسطي للسكان 32.9 عاماً. وكانت نسبة 32.8% من القاطنين تحت سن الثامنة عشر، وكانت نسبة 7.4% بين الثامنة عشر والرابعة والعشرين عاماً، ونسبة 25.5% كانت واقعةً في الفئة العمرية ما بين الخامسة والعشرين والرابعة والأربعين عاماً، ونسبة 22.7% كانت ما بين الخامسة والأربعين والرابعة والستين، ونسبة 11.6% كانت ضمن فئة الخامسة والستين عاماً فما فوق. يوجد لكل 100 أنثى 103.5 ذكر، ويوجد لكل 100 أنثى في الثامنة عشر من عمرها فما فوق 101.1 ذكر.
بلغ متوسط دخل الأسرة في المنطقة السكنية 35,592 دولارًا، أما متوسط دخل العائلة فبلغ 37,200 دولارًا. وكان متوسط دخل الذكور 31,948 دولارًا مقابل 25,800 دولارًا للإناث. وسجل دخل الفرد الخاص بالمنطقة السكنية 13,072 دولارًا. وكانت نسبة 8.6% من العائلات ونسبة 13.6% من السكان تحت خط الفقر، وكان من هؤلاء نسبة 22.5% تحت سن الثامنة عشر ونسبة 7.9% في الخامسة والستين من العمر وما فوق.

### تعداد عام 2010
بلغ عدد سكان دودليفيل 959 نسمة بحسب تعداد عام 2010، وبلغ عدد الأسر 354 أسرة وعدد العائلات 241 عائلة مقيمة في المنطقة السكنية. في حين سجلت الكثافة السكانية 55.2 نسمة لكل كيلومتر مربع (143.0/ميل2). وبلغ عدد الوحدات السكنية 423 وحدة بمتوسط كثافة قدره 24.4 لكل كيلومتر مربع (63.2/ميل2).
وتوزع التركيب العرقي للمنطقة السكنية بنسبة 65.28% من البيض و0.10% من الأمريكيين الأفارقة و2.50% من الأمريكيين الأصليين و0.21% من الأمريكيين ذوي الأصول الآسيوية و28.68% من الأعراق الأخرى و3.23% من عرقين مختلطين أو أكثر و63.40% من الهسبانيون أو اللاتينيون من أي عرق.
بلغ عدد الأسر 354 أسرة كانت نسبة 32.8% منها لديها أطفال تحت سن الثامنة عشر تعيش معهم، وبلغت نسبة الأزواج القاطنين مع بعضهم البعض 51.4% من أصل المجموع الكلي للأسر، ونسبة 9% من الأسر كان لديها معيلات من الإناث دون وجود شريك،  بينما كانت نسبة 7.6% من الأسر لديها معيلون من الذكور دون وجود شريكة وكانت نسبة 31.9% من غير العائلات. تألفت نسبة 25.1% من أصل جميع الأسر من عدة أفراد يعيشون في نفس المنزل ونسبة 11.9% كانت تتألف من شخص يعيش بمفرده يبلغ من العمر 65 عاماً أو أكثر. وبلغ متوسط حجم الأسرة المعيشية 2.71، أما متوسط حجم العائلات فبلغ 3.30.
بلغ العمر الوسطي للسكان 41.9 عاماً. وكانت نسبة 26.1% من القاطنين تحت سن الثامنة عشر، وكانت نسبة 7.9% بين الثامنة عشر والرابعة والعشرين عاماً، ونسبة 19.1% كانت واقعةً في الفئة العمرية ما بين الخامسة والعشرين والرابعة والأربعين عاماً، ونسبة 29.2% كانت ما بين الخامسة والأربعين والرابعة والستين، ونسبة 17.7% كانت ضمن فئة الخامسة والستين عاماً فما فوق. وتوزع التركيب الجنسي للسكان بنسبة 50.8% ذكور و49.2% إناث.